# Egon Hölder

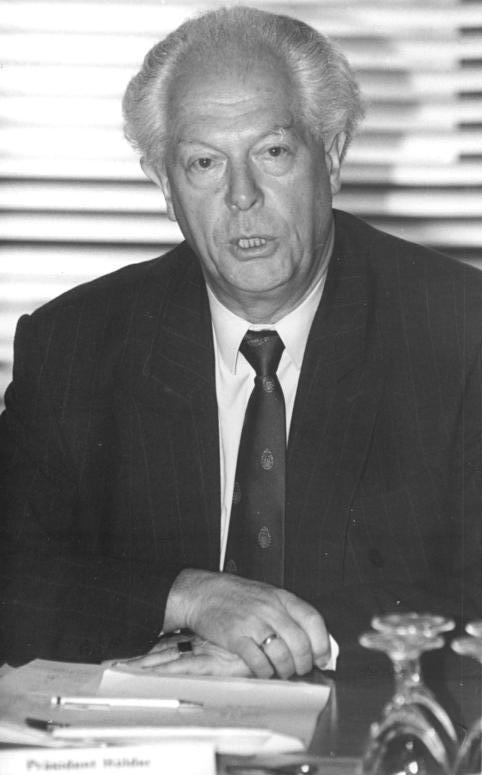
Egon Hölder

Egon Hölder (* 30. Mai 1927 in Pforzheim; † 2. September 2007) war ein deutscher Beamter und Präsident des Statistischen Bundesamtes.

## Leben
Hölder gilt als einer der Pioniere bei der Einführung der Elektronischen Datenverarbeitung in der öffentlichen Verwaltung Ende der 1960er Jahre.
Von 1983 bis 1992 war Hölder Chef des Statistischen Bundesamtes. In seine Amtszeit fielen die in der Bevölkerung umstrittene Volkszählung aus dem Jahr 1987 und die Zusammenführung der Statistiken aus Ost und West im Zuge der deutschen Einheit.
Hierfür hatte Hölder bereits früh Maßnahmen getroffen, um die Einführung der Bundesstatistik noch in der Übergangsphase der DDR vorzubereiten und in den neuen Bundesländern dann mit möglichst wenig Reibungsverlusten auf den Weg zu bringen. Auch hatte er maßgeblichen Anteil an der Durchführung der ersten gesamtdeutschen Bundestagswahl 1990.
Vor allem für die Volkszählung hatte sich Hölder stark engagiert, nachdem der erste Versuch der Durchführung einer Volkszählung im Jahre 1983 durch das Bundesverfassungsgericht gestoppt worden war.